# 托马斯·B·麦凯布
托马斯·B·麦凯布（英語：Thomas B. McCabe，1893年7月11日—1982年5月27日），曾任美国联邦储备委员会主席。
他于1915年在Swarthmore College学院取得学士学位，毕业后加入斯科特造纸公司（Scott Paper）从事销售工作一年，之后一战爆发，他以个人的名义加入美军参加第一次世界大战，由于其出色的表现晋升为上尉。一战结束后，他回到了Scott公司担任助理销售经理。在次年被任命为公司董事。尽管在公共机构服务多年，但是他在Scott公司担任过众多高级别管理职务，包括总裁以及首席执行官，他在Soctt公司工作年限长达60年。在他任职期间，Soctt公司从一间工厂运作模式的公司发展成为拥有40000万名员工的跨国公司。
1937年麦凯布出任费城联邦储备银行（Federal Reserve Bank of Philadelphia）C级董事，1939年被储备银行任命为董事会主席。在战时总统罗斯福主政期间，他加入政府部门，担任多个重要岗位负责人，包括生产管理办公室优先部门的副主任，租赁部门的副主管。以及1945年美国陆军海军的清算专员，商务部商务咨询委员会成员，战争结束后，美国政府授予他最高的平民荣誉勋章。
1948年麦凯布继续回到Soctt公司服务。1950年哈里·杜鲁门总统任命他为美国联邦储备委员会主席，麦凯布在担任美联储主席期间将美联储发展成为美国独立，强大的政府体系部门。
1949年-1950年美联储与美国财政部就利率政策和信贷限制发生激烈的争执，为此麦凯布加入了由杜鲁门总统敲定调解两间政府机构工作的委员会，1951年美联储与美国财政部达成了被称为“財政部與美聯儲協定”的協議。根据协议内容，美联储不在有义务以固定利率将美国财政部所列举的债务货币化。同时该协议加强了中央银行的独立性，并为美联储今天奉行的货币政策奠定了基础。
自美联储辞职后，麦凯布回到了Scott，并与1982年去世。

## 更多閱讀
- Speeches and Statements
- Statement before the Subcommittee on Monetary, Credit, and Fiscal Policies of the Joint Committee on the Economic Report （页面存档备份，存于）
- The Challenge of Opportunity vs. Security : An Address before a Seminar Group of Life Insurance Executives Sponsored by the Life Insurance Companies of Massachusetts and the Graduate School of Business, Harvard University, Boston, Massachusetts （页面存档备份，存于）